# Jesús Olmo Lozano
Jesús Olmo Lozano (* 24. Januar 1985 in Barcelona, Katalonien), genannt Olmo, ist ein spanischer ehemaliger Fußballspieler. Der Abwehrspieler debütierte am 20. Mai 2006 gegen Athletic Bilbao in der ersten Mannschaft des FC Barcelona.